# Ding Jiaxi
Ding Jiaxi (chinesisch 丁家喜) ist ein chinesischer Menschenrechtsaktivist, der sich gemeinsam mit der Neuen Bürgerbewegung für politische Reformen in China einsetzt. Nach einem geheimen Treffen in Fujian wurde er zusammen mit vier anderen Dissidenten verhaftet und befindet sich derzeit in Haft, während er auf seinen Prozess wartet.
Berichten zufolge wurde Ding im Juni 2022 nach einem nicht öffentlichen Prozess zu 12 Jahren Haft verurteilt. Der mitangeklagte Dissident Xu Zhiyong erhielt eine 14-jährige Haftstrafe. Die Verurteilungen wurden von Human Rights Watch als eine „grausame Farce“ (cruelly farcical) bezeichnet.